# Strijkkwartet nr. 4 (Schönberg)
Arnold Schönberg voltooide zijn Strijkkwartet nr. 4 op 26 juli 1936. De muziek is geschreven in de stijl van het twaalftoonsysteem, dus is voor wat betreft klank modern voor die jaren. De vorm die Schönberg koos is echter meer in de traditie van klassieke muziek. Het stuk bestaat uit vier delen:
1. Allegro molto, energico
2. Comodo
3. Largo
4. Allegro

Deel 1 is geschreven in de sonatevorm met een steeds terugkerend thema dat in het begin wordt neergezet. Het Comodo is geschreven in de ABA-vorm, waarbij het thema B eigenlijk een variatie is van thema A. Deel 3 laat een ABAB-structuur zien en is (relatief) melodieus. Deel 4 bevat weer variaties van het thema.
Schönberg had veel vertrouwen in dit werk. Hij schreef op 3 augustus 1936 aan zijn mecenas Elizabeth Sprague Coolidge, dat hij tevreden was over deze muziek en verwachtte dat het plezanter was om naar dit werk te luisteren dan naar zijn nummer 3.    

## Discografie
Er is tegenwoordig een aantal opnamen op de markt. Het is echter muziek die niet eenvoudig in het gehoor ligt. Het werd dan ook vaak uitgegeven door gespecialiseerde kleinere platenlabels. In 2010 kwam een versie van budgetlabel Naxos, dat een vermelding kreeg in Gramophone, mede door de uitleg van het werk door tegelijkertijd internationaal erkend én omstreden Schönberg- en Igor Stravinskykenner Robert Craft. Ook de uitvoering met Rudolph Kolisch, die de eerste uitvoering verzorgde met zijn kwartet is dan nog verkrijgbaar.